# Filosofia dell'arte

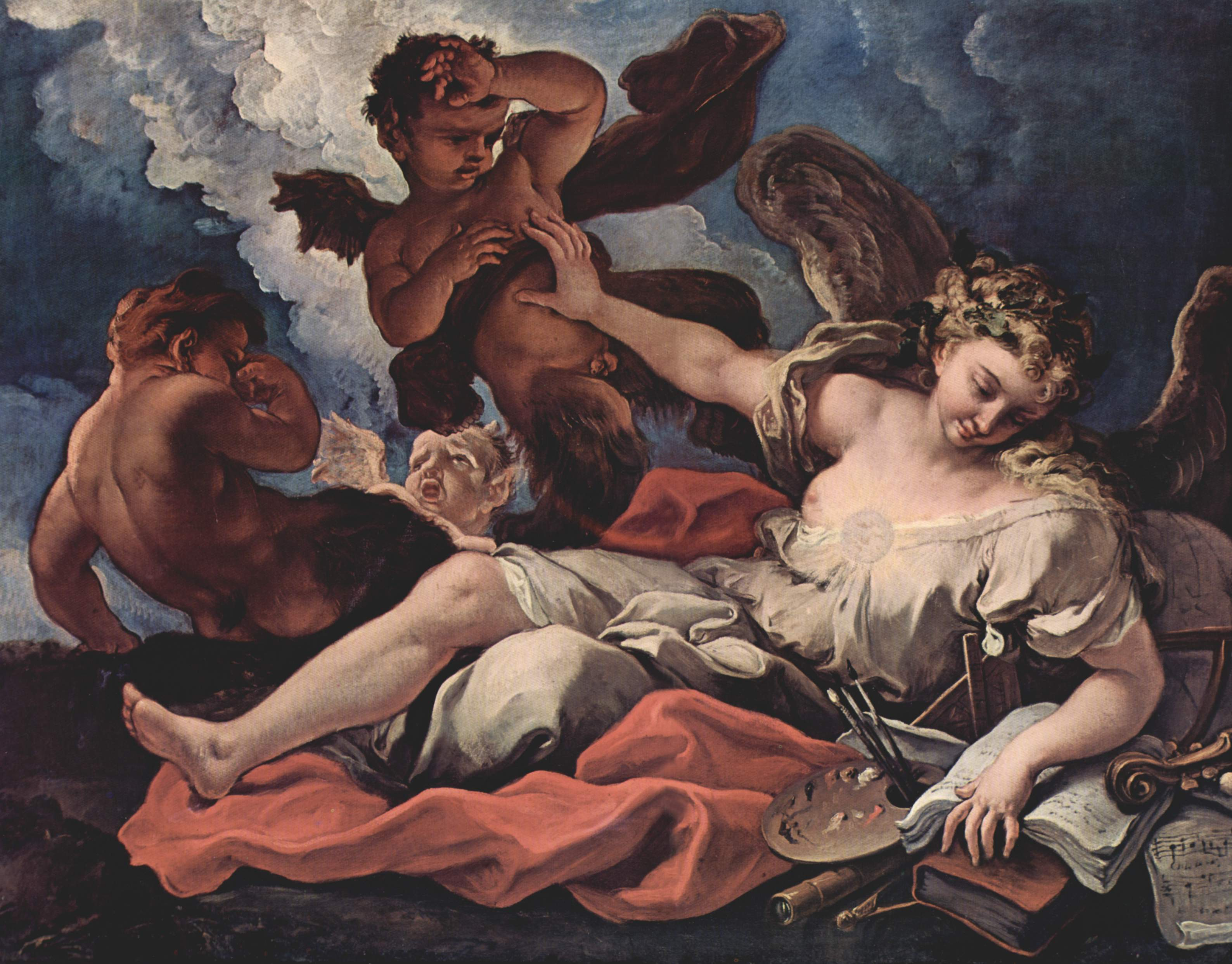
Allegoria dell'arte (Sebastiano Ricci, 1694)

La filosofia dell'arte è la disciplina che si occupa dello studio e del significato dell'arte dal punto di vista filosofico.

## Estetica e filosofia dell'arte
Sebbene si tenda sostanzialmente a identificare tale disciplina con l'estetica, esistono autori che sottolineano le differenze rispetto a quest'ultima. Mentre infatti l'estetica studia i criteri del bello attraverso una teoria del giudizio o del sentimento di piacere, vi è chi attribuisce alla filosofia dell'arte un significato peculiare e metafisico, seguendo l'interpretazione romantica emersa con Schleiermacher, i fratelli Friedrich Schlegel e August Wilhelm von Schlegel, Schelling, Hegel. L'espressione «filosofia dell'arte» è stata poi utilizzata in Italia anche da Giovanni Gentile.
Tutt'oggi è vivo il dibattito se l'estetica sia da identificare con la filosofia dell'arte, o debba trattare del bello non solo artistico, ma anche in natura.

## Legami fra arte, conoscenza, prassi, e natura
Fra coloro che negano l'identità tra le due discipline si è rilevato come l'estetica, di per sé, non risolva tutti i problemi filosofici relativi all'arte, avendo una sua specifica origine e tradizione filosofica. Fabrizio Desideri sostiene in proposito che l'arte riguarda non solo l'estetica ma anche il fare umano (ciò che in greco è technè): in quest'ottica occorre affrontare la comprensione dell'opera d'arte in quanto oggetto della prassi, compito che non attiene all'estetica e coinvolge anche aspetti cognitivi.
Nel primo Ottocento, alla filosofia dell'arte (Philosophie der Kunst) era stato del resto attribuito un ruolo ben più esteso, ossia quello di raccordo tra filosofia dello spirito (idealismo) e filosofia della natura, da parte soprattutto di Friedrich Schelling, il quale a sua volta si richiamava alla Critica del Giudizio di Kant, che vedeva nei giudizi estetici il punto di collegamento tra il mondo naturale e la dimensione etico-spirituale, che avviene quando la «natura dia la regola all'arte».
Per Schelling l'unione di Spirito e Natura, che tendono a risolversi l'uno nell'altra, è qualcosa di immediato, attingibile solo al di là dell'opera mediatrice della ragione, quindi solo attraverso il sentimento o un pensare intuitivo che superi la ragione stessa. Questa si limita a riconoscere l'Assoluto sul piano teorico, ma non a realizzarlo. Solo nel momento creativo dell'arte avviene invece quell'unione di scienza e natura, idea e realtà, attività conscia e inconscia, grazie a un'ispirazione che l'artista domina lasciandosene dominare. L'arte è dunque lo strumento filosofico per eccellenza:
(Friedrich Schelling, Sistema della filosofia trascendentale, 1800)
Sulle orme di Schelling, per il quale l'Assoluto si oggettiva dunque nell'arte, Arthur Schopenhauer intravede nell'arte l'oggettivazione della Volontà di vivere, ora intesa da lui come il principio originario, giungendo analogamente a unificare la filosofia dell'arte con la filosofia della natura e la filosofia pratica (o etica). L'arte è lo strumento che permette di raggiungere momentaneamente la noluntas, ossia la liberazione dal dominio dei desideri: grazie all'opera d'arte, infatti, sia nell'artista che nello spettatore, i soggetti dimenticano se stessi, la propria corporeità, di modo che la volontà di vivere ci attraversi senza incidere sulla materialità. Il fruitore dell'opera d'arte riesce così a negare la sua volontà diventando puro contemplatore disinteressato, capace di raffigurarsi la verità senza più infingimenti:
(Manoscritti 1804-1818)
Martin Heidegger, ispirato da Schelling, vedrà nell'arte l'organo della filosofia che più si avvicina alla comprensione dell'Essere. Nel saggio su L'origine dell'opera d'arte egli descrive l'incontro fra idealità e realtà che caratterizza l'opera d'arte, richiamandosi peraltro alla technè greca come un mezzo di conoscenza basato sul concreto operare umano. A partire dal senso originario della parola technè (propriamente «arte»), ne riscopre l'affinità con la poiesis («poesia»): entrambe, nell'antica Grecia, stavano a indicare la produzione del vero e del bello. A quel tempo, opere d'arte e opere "tecniche", erano, in un certo senso, lo stesso, e l'estetica non era diventata ancora una branca del tutto separata dalla scienza nel modo di conoscere umano. È proprio questa, quindi, la via di salvezza che Heidegger propone all'uomo del mondo moderno, dominato dalla tecnica: essa passa per un ambito che è strettamente affine alla tecnica stessa, e tuttavia ne è distinto nel fondamento, ovvero l'ambito dell'arte.
Questo punto di vista si avvicina a quello di Hans-Georg Gadamer, che in Scritti di estetica si pone sulla scia dello spunto heideggeriano, facendo dell'estetica un aspetto portante, non separato, della conoscenza.
Un tentativo di un fondamento razionale dello studio dell'arte si trova in Estetica razionale di Maurizio Ferraris, dove l'arte viene correlata anche all'ontologia, alla fenomenologia, e ad una nuova disciplina chiamata iconologia.
Un'introduzione tematica alla filosofia dell'arte è quella che propone Georg W. Bertram in Arte: un'introduzione filosofica.